# Amir Valle
Amir Valle Ojeda (Guantánamo, gennaio 1967) è uno scrittore, critico letterario e giornalista cubano considerato una delle voci essenziali della narrativa odierna cubana e latinoamericana della sua generazione.

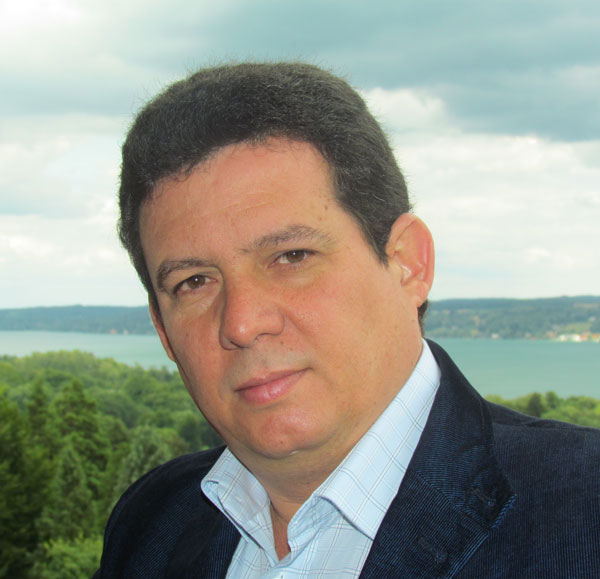
Amir Valle nel 2012

Attualmente risiede a Berlino, da dove dirige OTROLUNES - Rivista Hispanoamericana di Cultura Archiviato il 28 febbraio 2023 in Internet Archive., che ha fondato nell'anno 2007 con lo scrittore cubano Ladislao Aguado. 

## Premi e riconoscimenti
Nel suo paese ha ottenuto, tra gli altri, importanti premi letterari, come il Premio 13 de marzo de Cuento 1986, Premio UNEAC de Testimonio 1988, Premio Razón de Ser de Novela 1999, Premio de Novela José Soler Puig 1999 e il Premio Nacional de Novela Erótica La Llama Doble 2000 y 2002.
Ha ottenuto, oltretutto, premi letterari nella Repubblica Dominicana (Premio Internacional Casa de teatro de Historia 2002), Colombia (Premio Internacional Casa de teatro de Cuento 2002), Colombia (Premio Internacional de Ensayo Próspero Morales Pradilla 1997), Germania (Premio Internacional de Novela policíaca Distel Verlag 1998) ed è stato finalista del Premio Literario Casa de las Américas per tre volte: nel 1994, 1997 e 1999. 
Il suo romanzo Entre el miedo y las sombras fu nominata al Premio Internacional Dashiell Hammett tra i cinque migliori romanzi gialli pubblicati nel 2004 in lingua spagnola, in tutto il mondo.
I suoi ultimi premi più importanti sono stati il Premio Internacional de Novela Mario Vargas Llosa 2006 per Las palabras y los muertos; il Premio Internacional Rodolfo Walsh 2007 per miglior opera non di fantascienza pubblicata in lingua spagnola nel mondo da Jineteras, il Premio Novelpol per miglior romanzo giallo pubblicato in Spagna nel 2007 per Santuario de sombras, e il Premio Internacional de Novela Ciudad de Carmona 2008, in Spagna.

## Opere

### Fantascienza
- Tiempo en cueros (racconti, 1988)
- Yo soy el malo (racconti, 1989)
- La danza alucinada del suicida (racconti, 1999)
- El ojo de la noche. Antología del cuento femenino (1999)
- Manuscritos del muerto (racconti, 2000)
- Las puertas de la noche (romanzo, 2001, 2002)
- Muchacha azul bajo la lluvia (romanzo, 2001, 2008)
- Si Cristo te desnuda (romanzo, 2001, 2002)
- Entre el miedo y las sombras (romanzo, 2004)
- Los desnudos de Dios (romanzo, 2004)
- Die Türen der Nacht (Las puertas de la noche) (romanzo, 2005)
- Últimas noticias del infierno (romanzo, 2005)
- Santuario de sombras (romanzo, 2006)
- Wenn Christo dich enkleidet (Si Cristo te desnuda) (romanzo, 2006)
- Die Haut und Die Nackten (Los desnudos de Dios) (romanzo, 2006)
- Las palabras y los muertos (romanzo, 2007) Premio Internacional de Novela Mario Vargas Llosa
- Zwischen Angst und Schatten (Entre el miedo y las sombras) (romanzo, 2007)
- Die Wörter und die Toten (Las palabras y los muertos) (romanzo, 2007)
- Tatuajes (romanzo, 2007)
- Freistatt der Schatten (Santuario de sombras) (romanzo, 2007)
- Largas noches con Flavia (romanzo, 2008)
- La nostalgia es un tango de Gardel/La nostalgie est un tango de Gardel (racconti, 2008)
- Lust (Die Haut und Die Nackten) (Seconda edizione, romanzo, 2009)
- Las raíces del odio (romanzo, 2012)
- Non lasciar mai che ti vedano piangere (Nunca dejes que te vean llorar)(romanzo, Italia, 2012)

### Saggi
- Quiénes narran en Cienfuegos (1993)
- Ese universo de la soledad americana (1998)
- Brevísimas demencias. La narrativa cubana de los 90 (2001)

### Non fantascienza
- En el nombre de Dios (1990)
- Con Dios en el camino (1999)
- Jineteras (2006) Premio Internacional Rodolfo Walsh per miglior libro non di fantascienza in lingua spagnola.
- Habana Babilonia. La cara oculta de las jineteras (2008)
- Habana Babilonia. Prostitution in Kuba. Zeugnisse (2008)
- La Habana. Puerta de las Américas (2009)
- La Havane Babylone (2010).

## Riferimenti

### In libri
- Francisco López Sacha. La nueva cuentística cubana. In: “Tercio Táctico”, p. 46; In: “El cuento ante la crítica cubana: un fiscal silencioso frente a un niño travieso”, p. 58; In: “Tendencias actuales del cuento en Cuba”, p. 75. Editorial UNION, La Habana, Cuba, 1994.
- Salvador Redonet. Vivir del cuento. In: “Cuentística cubana entre paréntesis (1983-1987)”, p.103. Ediciones UNION, La Habana, Cuba, 1994.
- Rissel Parra Fontanilles. La necrópolis de los vivos. Diccionario de Autores Guantanameros. Ediciones El Mar y la Montaña, Guantánamo, Cuba, 2000.
- León Estrada. Diccionario de Escritores Santiagueros. Ediciones Santiago, Santiago de Cuba, Cuba, 2005.
- Pedro Pérez Rivero. La formidable coda del cuento cubano, pagine 15, 16, 56, 57, 85, 98, 109, 135, 137, 141 e 142, Ediciones Extramuros, La Habana, Cuba, 2005.
- José Manuel Martín Medem. ¿Por qué no me enseñaste cómo se vive sin ti?, pagine 22-23 e 306-307. Editorial El viejo Topo, Madrid, España, 2005.
- Unicef. Las palabras puedes: los escritores y la infancia, p.626. Oficina Regional para América Latina y el Caribe, Panamá, 2007.
- I.E.S Albero. Elogio de la palabra: Escritores, artistas y personalidades de todo el mundo a favor de la Educación y la Cultura. Alcalá de Guadaíra, España, 2007.
- Dictionnaire des littératures policières (sous la direction de Claude Mesplède). Edition Joseph K, 2007. Pagina 930.
- Líneas Aéreas. Antología del cuento Latinoamericano. Editorial Lengua de Trapo, Madrid, España, 1998. In: Prólogo del Dr. Eduardo Becerra, Universidad Autónoma de Madrid.

### In riviste recenti
- Tropo a la uña. Messico, No. 17. Anno III Marzo-Aprile. Messico, 2001. Un cuervo en el paraíso, p. 18
- ABC Cultural. Spagna, 6 luglio 2002. Numero 545. “Desde Cuba rompiendo tópicos”, di Fernando Martínez Laínez. Riguardo al romanzo Si Cristo te desnuda. Pagina 8.
- Revista Proceso. Messico, Edizione speciale dicembre 2002.“Los novísimos”, di Midiala Rosales. Paginae 18-21.
- Revista Ábaco. Spagna, No. 47,2006 “La urbe hecha de palabras. Imagen literaria de La Habana”, di Leonardo Padura. Pagina 20.
- Revista Contrapunto de América Latina. España, No 4, 2006. “Tráfico de personas” Acerca de la novela Santuario de sombras), por José Manuel Martín Medem. Páginas 116-117.
- Revista Encuentro de la Cultura Cubana. Spagna Numero 40, Primavera, 2006. “Santuario de luz en el país de las sombras”, di Jorge Félix Rodríguez. Pagine 289-290.
- Revista Gangsterera. Spagna, dicembre 2006. No. 7. “Las novelas negras de Amir Valle y el pensamiento social cubano actual”, di León Viera. Pagine 107-111.
- Revista de la Universidad de México. Messico, Numero 46, dicembre 2007. “Oscuros reflejos de Cuba. Acerca de Santuario de sombras”, di Eduardo Antonio Parra. Pagine 96-97.